# 榛名神社 (八王子市)
榛名神社（はるなじんじゃ）は、東京都八王子市にある神社。

## 10年に一度の開帳

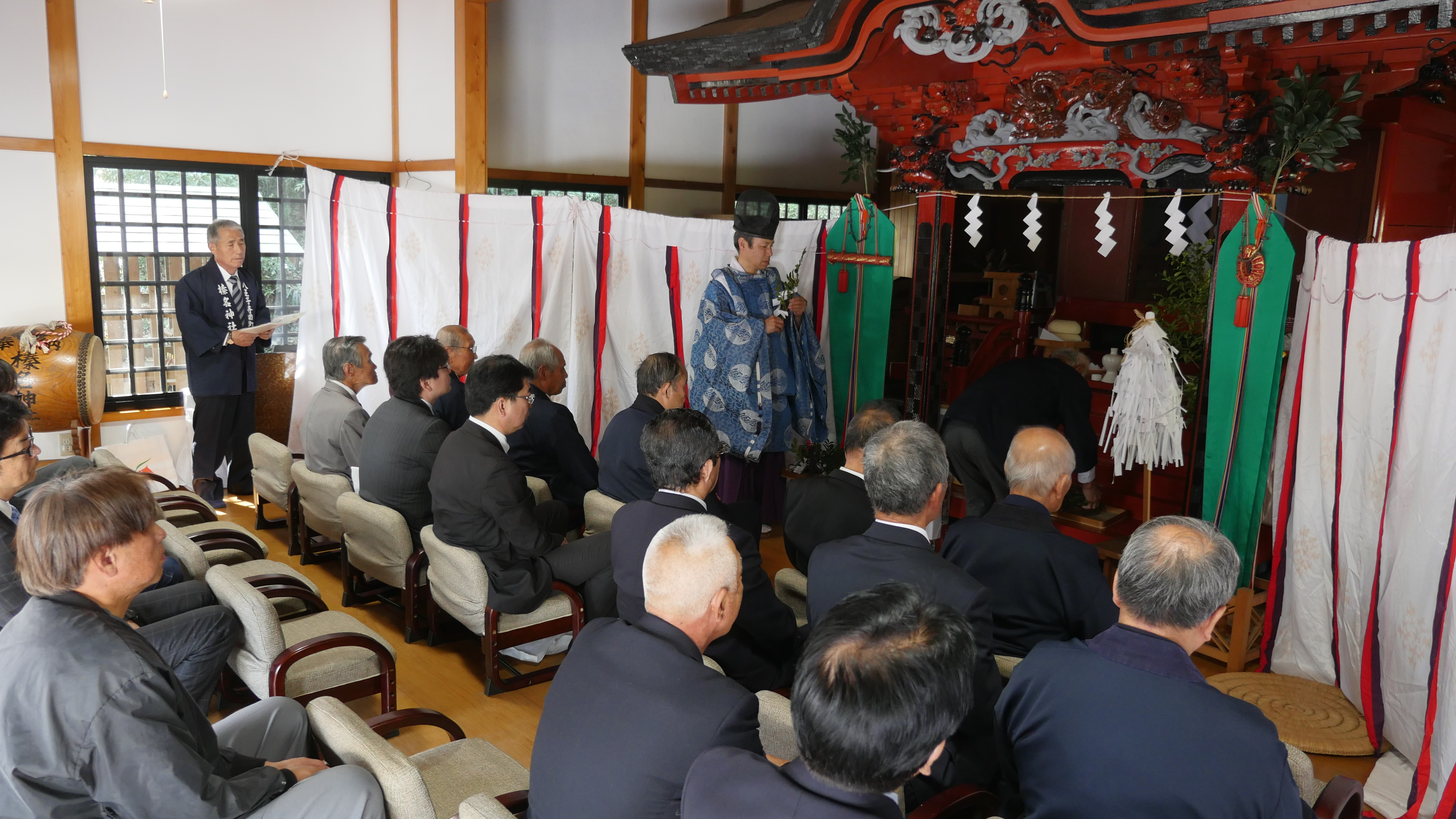
10年に一度の開帳

2018年（平成30年）4月1日に御禮祭が行われた。寺田に住む氏子（うじこ）たちによって神主（かんぬし）からお祓いを受け神式（しんしき）のしきたりに従い執り行われた。

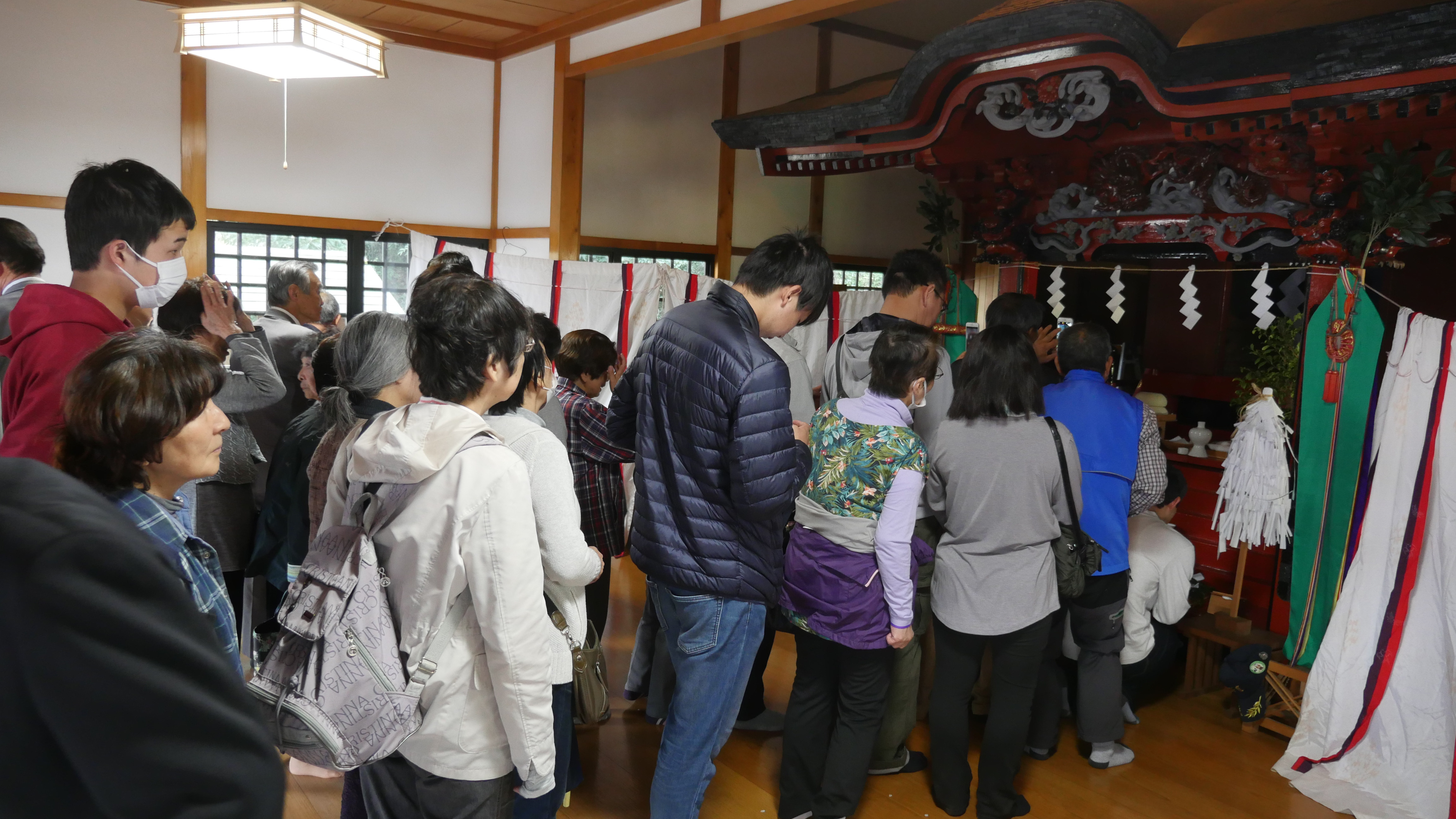
行列ができた。

次に開張が行われるのは2028年4月1日である。御祭神はハニヤマヒメノミコト。

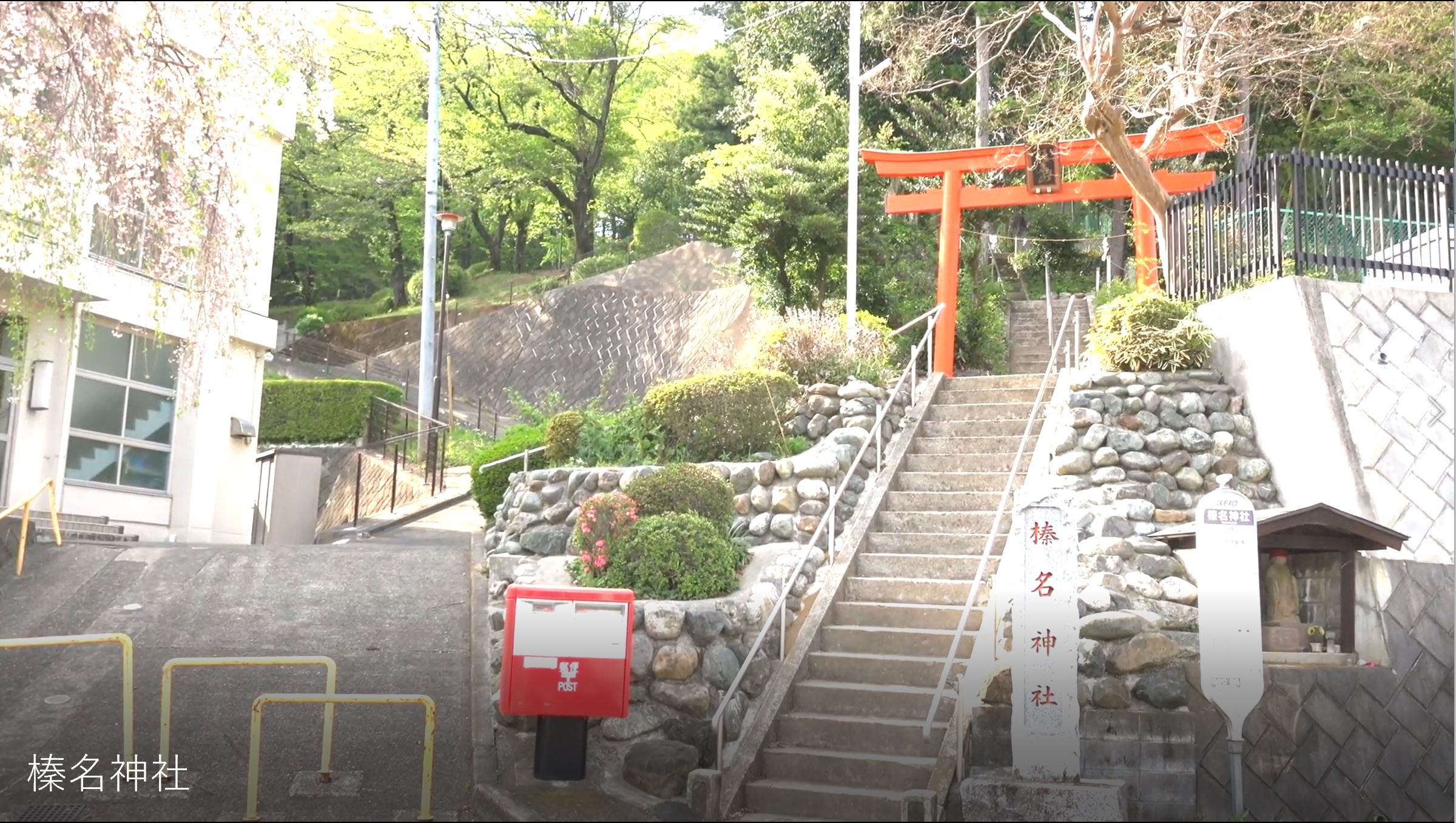
榛名神社前・鳥居は道路から一段上がった場所にある。

周辺には、京王のバス停、消防団の建物や公民館・ポストなどの施設がある。